# Derek Hansen
Derek Hansen (Londres,  1944) es un novelista y cuentista británico. Se crio en Nueva Zelanda y actualmente reside en Sídney (Australia).
Nacido en Inglaterra tiene ascendencia escandinava, está casado y tiene dos hijos. Sus obras se han publicado en EE. UU., Europa y China.